# Thelypteris warmingii
Thelypteris warmingii là một loài thực vật có mạch trong họ Thelypteridaceae. Loài này được (C. Chr.) R.M. Tryon miêu tả khoa học đầu tiên năm 1977.